# Irak államfőinek listája

Irak címere 2008 óta.

Ez az Iraki Köztársaság elnökeinek listája, a köztársaság kikiáltásától (1958-tól) kezdve.
Az 1921–1958 között fennállt Iraki Királyság uralkodóinak listáját lásd: Irak uralkodóinak listája.
| #                                                                        | Név                                                                                                | Kép | Élt       | Hivatalba lépett  | Hiv. idő vége                                                    | Delegáló párt                                                                 |
| ------------------------------------------------------------------------ | -------------------------------------------------------------------------------------------------- | --- | --------- | ----------------- | ---------------------------------------------------------------- | ----------------------------------------------------------------------------- |
|                                                                          | |     |           |                   |                                                                  |                                                                               |
| Iraki Köztársaság (1958–2003)                                            | |     |           |                   |                                                                  |                                                                               |
| 1                                                                        | Muhammad Nadzsíb ar-Rubaji (arabul) محمد نجيب الربيعي (A Szuverenitás Tanácsának elnöke)           |     | 1904–1983 | 1958. július 14.  | 1963. február 8. (leváltották)                                   | Iraki hadsereg                                                                |
| 2                                                                        | Abd asz-Szalám Árif (arabul) عبد السلام محمد عارف (Abd asz-Szalám Muhammad Árif al-Dzsumajli)      |     | 1921–1966 | 1963. február 8.  | 1966. április 13. (hivatali időszakában balesetben meghalt)      | Iraki hadsereg + Arab Szocialista Unió                                        |
| -                                                                        | Abd ar-Rahmán al-Bazzáz (arabul) عبد الرحمن البزاز (miniszterelnök, ügyvezetőként)                 |     | 1913–1973 | 1966. április 13. | 1966. április 16.                                                | Iraki hadsereg + Arab Szocialista Unió                                        |
| 3                                                                        | Abd ar-Rahmán Árif (arabul) عبد الرحمن عارف (Abd ar-Rahmán Muhammad Árif al-Dzsumajli)             |     | 1916–2007 | 1966. április 16. | 1968. július 17. (leváltották)                                   | Iraki hadsereg + Arab Szocialista Unió                                        |
| 4                                                                        | Ahmed Haszan al-Bakr (arabul) أحمد حسن البكر (Ahmed Haszan al-Bakr at-Tikríti)                     |     | 1914–1982 | 1968. július 17.  | 1979. július 16. (visszavonult)                                  | Iraki hadsereg + Baasz Párt                                                   |
| 5                                                                        | Szaddám Huszein (arabul) صدام حسين عبد المجيد التكريتي (Szaddám Huszejn Abd al-Madzsíd at-Tikríti) |     | 1937–2006 | 1979. július 16.  | 2003. április 9. (Brit–amerikai katonai intervenció megdöntötte) | Baasz Párt                                                                    |
| Amerikai–brit megszálló haderő – Ideiglenes kormányzóhatóság (2003–2004) | |     |           |                   |                                                                  |                                                                               |
| -                                                                        | Jay Garner (arabul) جاي غارنر USA különleges főmegbízott, polgári főkormányzó                      |     | * 1938    | 2003. április 24. | 2003. május 6.                                                   | Ideiglenes Kormányzó Koalíció (USA kormánymegbízottak és helyi kollaboránsok) |
| -                                                                        | Paul Bremer (arabul) بول بريمر USA különleges főmegbízott, polgári főkormányzó                     |     | * 1941    | 2003. május 6.    | 2004. június 28.                                                 | Ideiglenes Kormányzó Koalíció (m.f.)                                          |
| Iraki Köztársaság (2004-től napjainkig)                                  | |     |           |                   |                                                                  |                                                                               |
| -                                                                        | Gázi al-Jávar (arabul) غازي مشعل عجيل الياور (Gázi Masaal Adzsíl al-Jávar) (ügyvezető)             |     | * 1958    | 2004. június 28.  | 2005. április 6.                                                 | „Az Irakiak Pártja”                                                           |
| 6                                                                        | Dzselál Tálebáni (kurdul) جەلال تاڵەبانی (arabul) جلال طالباني                                     |     | * 1933    | 2005. április 6.  | 2014. július 24.                                                 | Kurdisztáni Hazafias Unió                                                     |
| 7                                                                        | Fuád Maszúm (kurdul) فوئاد مەعسووم (arabul) محمد فؤاد معصوم                                        |     | * 1938    | 2014. július 24.  | 2018. október 2.                                                 | Kurdisztáni Hazafias Unió                                                     |
| 7                                                                        | Barhám Száleh (kurdul) بەرھەم ساڵح (arabul) برهم صالح                                              |     | * 1960    | 2018. október 2.  | 2022. október 17.                                                | Kurdisztáni Hazafias Unió                                                     |
| 8                                                                        | Abdul Latif Rasíd (kurdul) لەتیف ڕەشید (arabul) عبد اللطيف رشيد                                    |     | * 1944    | 2022. október 17. | Jelenleg hivatalban                                              | Kurdisztáni Hazafias Unió                                                     |

## Külső hivatkozások
- Irak történelme, jelképei és vezetői (WorldStatesmen.org) (angolul)